# Cephalopholis nigri
Cephalopholis nigri е вид бодлоперка от семейство Serranidae. Видът не е застрашен от изчезване.

## Разпространение и местообитание
Разпространен е в Ангола, Бенин, Габон, Гамбия, Гана, Гвинея, Гвинея-Бисау, Демократична република Конго, Екваториална Гвинея, Камерун, Кот д'Ивоар, Либерия, Нигерия, Сао Томе и Принсипи, Сенегал, Сиера Леоне и Того.
Обитава полусолени водоеми, морета, заливи и рифове в райони с тропически климат.

## Описание
На дължина достигат до 30 cm.